# 4 (I.O.S.)
4 is het vierde studioalbum van de Nederlandse band I.O.S. Het is hun eerste album als I. O. S. (na eerder jarenlang Is Ook Schitterend te hebben geheten). Hitsingles van dit album werden Hoe het voelt, Uit de schaduw (gebruikt in een reclame voor de Staatsloterij), Altijd wel iemand en Meer van jou.

## Tracklist
1. Hou Je Vast
2. 1 Minuut
3. Altijd Wel Iemand
4. Hoe Het Voelt
5. Slow Motion
6. Meer Van Jou
7. Bijna Vanzelf
8. Morgen Weer Een Nieuw Dag
9. Zo Dichtbij
10. Hier Zijn
11. Hart En Ziel
12. Ik Mis Je
13. Uit De Schaduw